# Torsten Lundell
Torsten Waldemar Lundell (i riksdagen kallad Lundell i Ebbetorp), född 19 maj 1889 i Uppsala, död 29 december 1970 i Dörby, var en svensk kapten och politiker (högern).
Lundell var ledamot av riksdagens andra kammare från 1933–1944, invald i Kalmar läns valkrets. Han är gravsatt på Dörby kyrkogård.